# Пітер Дарбішир Ортон
Пітер Дарбішир Ортон (англ. Peter Darbishire Orton 1916–2005) — британський міколог. Автор описання нових таксонів.

## Біографія
Пітер Ортон народився 28 січня 1916 року в Плімуті в сім'ї зоолога Джеймса Герберта Ортона (1884—1953). Через кір, яким він перехворів у дитинстві, у нього все життя були проблеми зі слухом і зором. Середню освіту здобув у школі в Нортгемптонширі. У 1937 році закінчив Триніті-коледж, згодом Королівський коледж музики
У 1940—1946 роках Ортон служив артилеристом в армії, у вільний час займався колекціонуванням жуків. Познайомившись з Артуром Пірсоном, Пітер незабаром став членом Британського мікологічного товариства. У 1955 році він отримав грант Фонду Наффілд на вивчення мікології в Королівських ботанічних садах Кью і Редінзькому університеті. У 1960 році став співатором New check list of British Agarics and Boleti.
З 1960 року Ортон викладав біологію, потім англійську мову і музику в школі в Пертширі. Багато робіт Ортона з грибів Шотландії були написані в співавторстві з Роєм Вотлінг . Остання прижиттєва публікація Ортона була видана в 1999 році, в якій описувалося 3 нових види.
В останні роки Ортон готував монографію підроду павутинника Telamonia .У квітні 2005 року він помер.

## Деякі наукові роботи
- Dennis, R.W.G.; Orton, P.D.; Hora, F.B. New check list of British Agarics and Boleti. — 468 p.

## Епоніми
- Cortinarius ortonii
- Entoloma ortonii
- Hygrocybe ortoniana